# I-divisioona 2003
La I-divisioona 2003 è la 21ª edizione del campionato di football americano di secondo livello, organizzato dalla SAJL.

## Squadre partecipanti
| Club                     | Città        | Stadio | Sponsor ufficiale | Risultato nella stagione 2002 |
| ------------------------ | ------------ | ------ | ----------------- | ----------------------------- |
| Arctic Circle Stars      | Rovaniemi    |        |                   |                               |
| Helsinki 69ers           | Helsinki     |        |                   |                               |
| Helsinki Demons          | Helsinki     |        |                   |                               |
| Kouvola Indians          | Kouvola      |        |                   |                               |
| Lappeenranta Rajaritarit | Lappeenranta |        |                   |                               |
| Piikkiö Oakmen           | Piikkiö      |        |                   |                               |

## Stagione regolare

### Prima fase

#### Calendario

##### 1ª giornata
| Helsinki 24 maggio 2003, ore 12:30 | Helsinki Demons | 73 – 0 | Piikkiö Oakmen | Velodromo di Helsinki |

| Kouvola 24 maggio 2003, ore 14:00 | Kouvola Indians | 0 – 8 | Helsinki 69ers | Sarkolan tekonurmi |

##### 2ª giornata
| Kouvola 7 giugno 2003, ore 14:00 | Kouvola Indians | 13 – 38 | Helsinki Demons | Sarkolan tekonurmi |

| Piikkiö 8 giugno 2003, ore 15:00 | Piikkiö Oakmen | 7 – 57 | Lappeenranta Rajaritarit | Piikkiön Keskuskenttä |

##### 3ª giornata
| Helsinki 14 giugno 2003, ore 12:30 | Helsinki Demons | 32 – 7 | Helsinki 69ers | Velodromo di Helsinki |

| Rovaniemi 14 giugno 2003, ore 14:00 | Arctic Circle Stars | 27 – 7 | Piikkiö Oakmen | Susivouti |

| Lappeenranta 14 giugno 2003, ore 14:00 | Lappeenranta Rajaritarit | 35 – 7 | Kouvola Indians | Lauritsalan kenttä |

##### 4ª giornata
| Rovaniemi 28 giugno 2003, ore 14:00 | Arctic Circle Stars | 30 – 0 (a tavolino) | Kouvola Indians | Susivouti |

| Helsinki 28 giugno 2003, ore 15:00 | Helsinki 69ers | 6 – 7 | Lappeenranta Rajaritarit | Velodromo di Helsinki |

##### 5ª giornata
| Lappeenranta 5 luglio 2003, ore 14:00 | Lappeenranta Rajaritarit | 50 – 0 | Arctic Circle Stars | Lauritsalan kenttä |

| Kouvola 5 luglio 2003, ore 14:00 | Kouvola Indians | 21 – 14 | Piikkiö Oakmen | Kouvolan Keskuskenttä |

##### 6ª giornata
| Rovaniemi 12 luglio 2003, ore 14:00 | Arctic Circle Stars | 6 – 55 | Helsinki Demons | Susivouti |

| Piikkiö 13 luglio 2003, ore 15:00 | Piikkiö Oakmen | 13 – 26 | Helsinki 69ers | Piikkiön Keskuskenttä |

##### 7ª giornata
| Helsinki 19 luglio 2003, ore 12:30 | Helsinki Demons | 12 – 7 | Lappeenranta Rajaritarit | Velodromo di Helsinki |

| Helsinki 19 luglio 2003, ore 15:00 | Helsinki 69ers | 28 – 0 | Arctic Circle Stars | Velodromo di Helsinki |

#### Classifica
La classifica della prima fase della regular season è la seguente:
- PCT = percentuale di vittorie, G = partite giocate, V = partite vinte,  P = partite perse, PF = punti fatti, PS = punti subiti

| Pos. | Squadra                  | PCT   | G | V | N | P | PF  | PS  |
| ---- | ------------------------ | ----- | - | - | - | - | --- | --- |
| 1    | Helsinki Demons          | 1.000 | 5 | 5 | 0 | 0 | 210 | 33  |
| 2    | Lappeenranta Rajaritarit | .800  | 5 | 4 | 0 | 1 | 156 | 32  |
| 3    | Helsinki 69ers           | .600  | 5 | 3 | 0 | 2 | 75  | 52  |
| 4    | Arctic Circle Stars      | .400  | 5 | 2 | 0 | 3 | 63  | 140 |
| 5    | Kouvola Indians          | .200  | 5 | 1 | 0 | 4 | 41  | 125 |
| 6    | Piikkiö Oakmen           | .000  | 5 | 0 | 0 | 5 | 41  | 204 |

### Seconda fase

#### Turno 1
| Rovaniemi 29 luglio 2003, ore 12:00 | Arctic Circle Stars | 0 – 56 | Lappeenranta Rajaritarit | Susivouti |

#### Turno 2
| Lappeenranta 2 agosto 2003, ore 14:00 | Lappeenranta Rajaritarit | 26 – 7 | Helsinki 69ers | Lauritsalan kenttä |

| Kouvola 2 agosto 2003, ore 14:00 | Kouvola Indians | 7 – 32 | Varkaus Steelers | Sarkolan tekonurmi |

| Helsinki 2 agosto 2003, ore 15:00 | Helsinki Demons | 30 – 0 (a tavolino) | Arctic Circle Stars | Velodromo di Helsinki |

| Piikkiö 3 agosto 2003, ore 15:00 | Piikkiö Oakmen | 3 – 28 | Sea City Storm | Piikkiön Keskuskenttä |

#### Turno 3
| Lohja 9 agosto 2003, ore 14:00 | Lohja Lions | 40 – 0 | Kouvola Indians | Virkkalan kenttä |

| Helsinki 9 agosto 2003, ore 15:00 | Helsinki 69ers | 21 – 23 | Helsinki Demons | Velodromo di Helsinki |

| Tampere 9 agosto 2003, ore 16:00 | Tampere Saints | 16 – 17 | Piikkiö Oakmen | Pyynikin urheilukenttä |

#### Turno 4
| Rovaniemi 16 agosto 2003, ore 14:00 | Arctic Circle Stars | 8 – 23 | Helsinki 69ers | Susivouti |

| Lappeenranta 16 agosto 2003, ore 14:00 | Lappeenranta Rajaritarit | 19 – 34 | Helsinki Demons | Lauritsalan kenttä |

| Varkaus 16 agosto 2003, ore 14:00 | Varkaus Steelers | 41 – 0 | Piikkiö Oakmen | Keskuskenttä Varkaus |

| Rauma 16 agosto 2003, ore 16:00 | Sea City Storm | 46 – 7 | Kouvola Indians | Kivikylä Arena |

#### Turno 5
| Piikkiö 23 agosto 2003, ore 12:00 | Piikkiö Oakmen | 7 – 19 | Lohja Lions | Piikkiön Keskuskenttä |

| Kouvola 23 agosto 2003, ore 14:00 | Kouvola Indians | 14 – 20 | Tampere Saints | Sarkolan tekonurmi |

#### Classifiche
Le classifiche della seconda fase della regular season sono le seguenti:
- PCT = percentuale di vittorie, G = partite giocate, V = partite vinte,  P = partite perse, PF = punti fatti, PS = punti subiti

##### Parte alta
| Pos. | Squadra                  | PCT   | G | V | N | P | PF  | PS  |
| ---- | ------------------------ | ----- | - | - | - | - | --- | --- |
| 1    | Helsinki Demons          | 1.000 | 3 | 3 | 0 | 0 | 87  | 29  |
| 2    | Lappeenranta Rajaritarit | .667  | 3 | 2 | 0 | 1 | 101 | 41  |
| 3    | Helsinki 69ers           | .333  | 3 | 1 | 0 | 2 | 51  | 57  |
| 4    | Arctic Circle Stars      | .000  | 3 | 0 | 0 | 3 | 8   | 109 |

##### Parte bassa
| Pos. | Squadra          | PCT   | G | V | N | P | PF | PS  |
| ---- | ---------------- | ----- | - | - | - | - | -- | --- |
| 1    | Varkaus Steelers | 1.000 | 2 | 2 | 0 | 0 | 73 | 7   |
| 2    | Sea City Storm   | 1.000 | 2 | 2 | 0 | 0 | 74 | 10  |
| 3    | Lohja Lions      | 1.000 | 2 | 2 | 0 | 0 | 59 | 7   |
| 4    | Tampere Saints   | .500  | 2 | 1 | 0 | 1 | 36 | 31  |
| 5    | Kouvola Indians  | .000  | 4 | 0 | 0 | 4 | 28 | 138 |
| 6    | Piikkiö Oakmen   | .250  | 4 | 1 | 0 | 3 | 27 | 104 |

## XIX Spagettimalja
| Helsinki 23 agosto 2003, ore 12:30 | Helsinki Demons | 35 – 6 (7-0 14-6 7-0 7-0) referto | Lappeenranta Rajaritarit | Velodromo di Helsinki\| Arbitro: \| J. Vesanen \| |
| Arbitro:                           | J. Vesanen      |                                   |                          |                                                   |

## Verdetti
- Helsinki Demons Vincitori dello Spagettimalja 2003